# Zombrus similis
Zombrus similis är en stekelart som beskrevs av Szepligeti 1906. Zombrus similis ingår i släktet Zombrus och familjen bracksteklar. Inga underarter finns listade i Catalogue of Life.